# Costanana flavicosta
Costanana flavicosta är en insektsart som beskrevs av Carl Stål 1862. Costanana flavicosta ingår i släktet Costanana och familjen dvärgstritar. Inga underarter finns listade i Catalogue of Life.